# Campoplex mellipes
Campoplex mellipes är en stekelart som först beskrevs av Léon Abel Provancher 1883.  Campoplex mellipes ingår i släktet Campoplex och familjen brokparasitsteklar. Inga underarter finns listade.